# Keita Iijima
Keita Iijima (飯島敬太, Iijima Keita), gespeeld door acteur Ren Matsuzawa, is een fictief persoon uit Battle Royale.

## Voor Battle Royale
Iijima is een derdeklasser op de fictieve Shiroiwa High School. Hij is goed bevriend met Yutaka Seto. In het boek en in de manga was Iijima ook bevriend met Shinji Mimura. Echter, Mimura verloor zijn vertrouwen in Iijima nadat hij Mimura in de steek liet toen hij in een gevecht belandde.
Keita wordt in de film afgebeeld als een basketbalspeler. In de film is hij wel bevriend met Shinji.

## Battle Royale

### Boek & Manga
Keita was altijd al erg laf. Ondanks het feit dat hij een keukenmes kreeg, wist hij dat hij waarschijnlijk niet genoeg moed had deze te gebruiken. Toen hij per ongeluk Yutaka en Shinji tegenkwam, was hij dan ook erg blij.
Shinji kon echter zijn verleden met Keita niet vergeten en wilde hem niet toelaten om mee te werken aan zijn plan. Hij vertrouwde hem ook niet met het geheim dat Shinji de school wilde opblazen. Yutaka wilde Keita echter met open armen ontvangen. In de manga wil Shinji Keita in de arm schieten als waarschuwing. In het boek "glijdt" hij uit met zijn vingers en schiet hem in zijn nek.
In de manga schiet Shinji Keita uiteindelijk in zijn gezicht en vertelt dat hij zich bedreigd voelde door hem.

### Film
Keita's karakter in de film is anders dan die in het boek. Wanneer Kitano de regels uitlegt, lacht Keita hem uit door zijn ongeloof. Wanneer zijn naam wordt genaamd, verlaat Keita de klas op een eervolle manier.
Keita krijgt een jitte als wapen. Hij begint samen te werken met Shinji en Yutaka met het plan de school op te blazen. Terwijl Keita samen met Yutaka naar kruiden zoekt om een bom mee te maken, probeert Shinji het systeem van de school te hacken. Toen het ze lukten, op dag twee, werden ze verrast door Kazuo Kiriyama. Deze schoot Yutaka dood. Niet veel later bezweek ook Keita aan Kiriyama's kogels.